# Goldin Finance 117
Goldin Finance 117 (en chino simplificado, 高银金融117) es un rascacielos coronado ubicado en Tianjin, China. La altura final de la torre alcanza los 596,50 metros y 128 plantas. La construcción comenzó en 2009 y su finalización está prevista para 2027. Aunque la obra no ha sido finalizada, la estructura ya fue coronada, por lo que es el tercer edificio más alto de China y el quinto más alto del mundo.

## Construcción
A finales de enero del año 2010 se anunció que la construcción quedaba momentáneamente suspendida. La construcción se reanudó en 2011, lo cual provocó que la finalización de la obra se atrasara hasta 2016. En 2015, la construcción del rascacielos quedó suspendida nuevamente hasta principios de 2016. Este factor provocó que la fecha de inauguración del edificio se aplazara de 2016 a 2020.

## Diseño
La torre tiene una forma larga y delgada y está coronada por un atrio en forma de diamante, dentro del cual hay una plataforma de observación giratoria. El edificio es extremadamente delgado, con una relación alto-ancho de 9.5, excediendo el límite de 7.0 impuesto por el código sísmico chino. Sus componentes estructurales más visibles son las megacolumnas que se elevan desde cada una de sus cuatro esquinas. Estas se extienden hasta la parte superior de la corona, conectando vigas, cerchas de transferencia y megafuerzos, que están escondidos detrás del muro cortina reflectante.